# Tancheon Stadium
Tancheon Stadium (hangul: 탄천종합운동장) är en fotbollsarena i Seongnam, Sydkorea. Arenan är hemmaplan för Seongnam FC i K League Classic och den tar 16 250 åskådare.
Arenan började byggas i augusti 1997 och stod färdig i november 2001. Idag är den en del av Tancheon Sports Complex som även har flera mindre sporthallar samt en basebollplan.
År 2005 flyttade fotbollsklubben Seongnam Ilhwa Chunma (idag Seongnam FC) till arenan, från Seongnam Stadium, och har sedan dess använt den som sin hemmaplan, förutom under en större renovering säsongen 2009. Innan renoveringen hade endast huvudläktaren haft tak.
Arenan har möjlighet att rymma upp mot 20 000 åskådare vid behov och spelplanen är omringad av en åtta banor bred löparbana på 400 meter.